# Lijst van scholen in het voortgezet onderwijs in Limburg (Nederland)
Dit is een lijst van scholen in het voortgezet onderwijs in de Nederlandse provincie Limburg. De scholen zijn alfabetisch op naam gesorteerd. In deze lijst staan géén scholen die opgeheven zijn. Ook staan hier géén scholen die overgenomen of gefuseerd zijn onder een andere naam; de scholen staan hier met hun huidige naam.

## B
- Bernardinus College - Heerlen
- Bisschoppelijk College Broekhin - Roermond
- Blariacumcollege - Venlo
- Bonnefanten College - Maastricht

## C
- Carbooncollege - Hoensbroek en Brunssum
- Charlemagne College - Kerkrade en Landgraaf (fusie tussen Eijkhagencollege en College Rolduc)
- CITAVERDE College - Horst, Nederweert, Roermond, Heerlen en Maastricht
- College Den Hulster - Venlo
- College Rolduc - Kerkrade
- Connect College - Echt

## D
- DaCapo College - Sittard, Geleen, Born
- College Den Hulster - Venlo
- Dendron College - Horst

## E
- Emmacollege - Heerlen, Brunssum en Hoensbroek
- Elzendaalcollege - Gennep

## G
- Graaf Huyn College - Geleen

## H
- Herlecollege - Heerlen
- Het College Weert - Weert

## L
- Lyceum Schöndeln - Roermond

## P
- Philips van Horne SG - Weert
- Porta Mosana College - Maastricht en Gronsveld

## S
- Sint-Maartenscollege - Maastricht
- Scholengemeenschap Sint Ursula - Horn en Heythuysen
- Sintermeerten College - Heerlen
- Sophianum College - Gulpen
- Stella Maris College - Meerssen en Valkenburg

## T
- Trevianum Scholengroep - Sittard

## V
- Valuas College - Venlo